# サフダル・ジャング廟

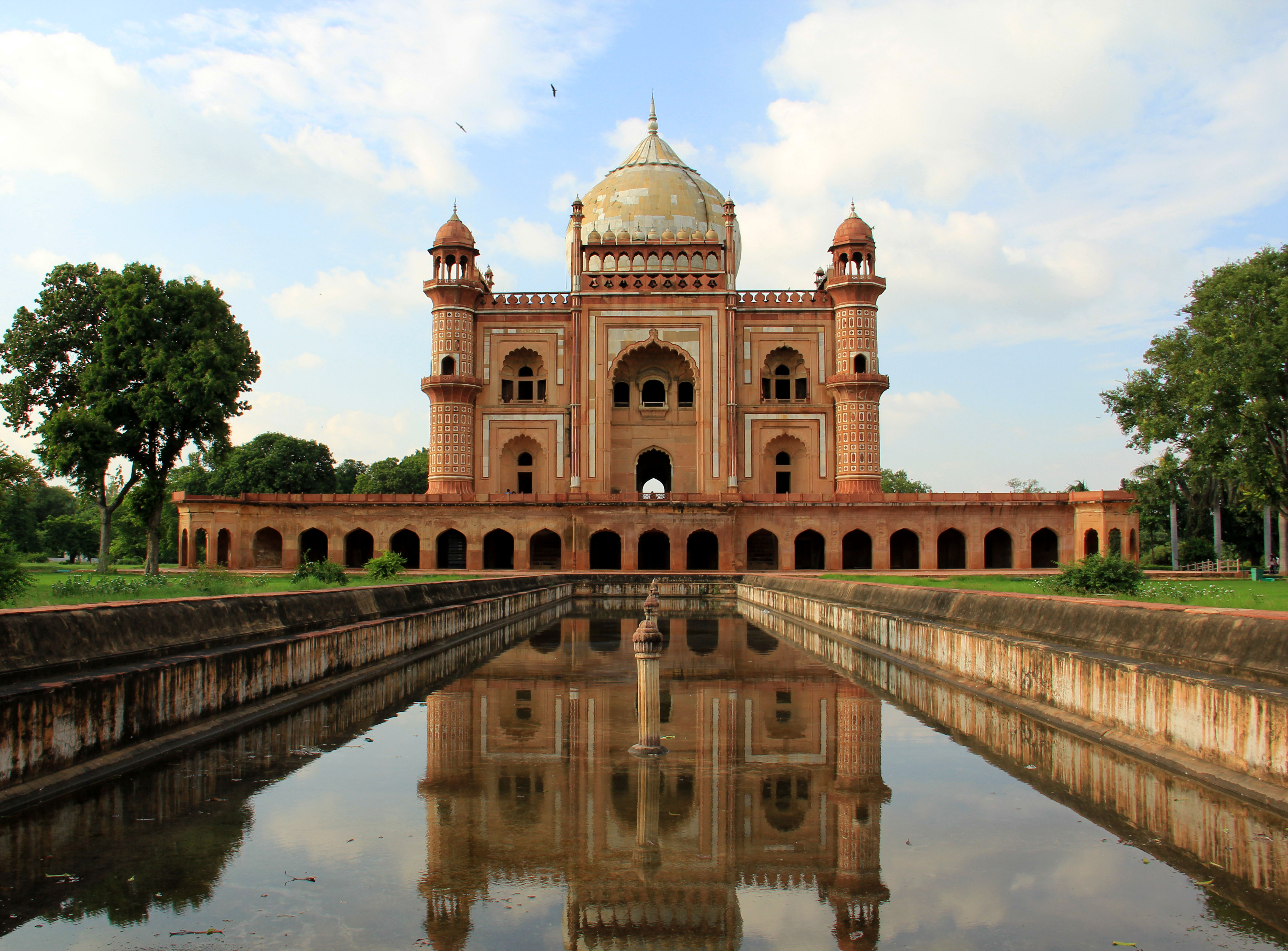
サフダル・ジャング廟

サフダル・ジャング廟（サフダル・ジャングびょう、英：Tomb of Safdar Jung）は、インドのハリヤーナー州、デリーに存在するサフダル・ジャングの廟。

## 歴史
1754年、ムガル帝国の宰相にしてアワド太守であったサフダル・ジャングが死亡したのち、建設された。
のち、この廟の付近にミールザー・ナジャフ・ハーンの墓廟が建設された。